# Józef Komarnicki
Józef Komarnicki herbu Sas (ur. 17 sierpnia 1853 w Rolowie, zm. 18 listopada 1920 we Lwowie) – rektor Uniwersytetu Lwowskiego w roku 1896, greckokatolicki poseł-wirylista do Sejmu Krajowego Galicji.
W 1876 przyjął święcenia kapłańskie. W 1898 został odznaczony Orderem Korony Żelaznej III klasy. Pochowany na cmentarze we wsi Nowy Lubliniec.